# Juan de Homedes y Coscón
Juan de Homedes y Coscón   (Saragossa, 1477 (Gregorià) - Malta, 6 de setembre de 1553 (Gregorià)) fou Gran Mestre de l'Hospital. D'origen aragonès, durant el seu magisteri es va concentrar en la fortificació de l'illa de Malta, novíssima seu de l'orde, davant dels atacs dels otomans, que començaven a ser freqüents.
Sota el seu mestratge, el 1551, va perdre Trípoli, al nord d'Àfrica. La va conquerir el corsari Turgut Reis i l'almirall Sinan Paixà. Homedes va responsabilitzar d'aquesta pèrdua el governador Gaspard de Vallier, que fou blasmat i empresonat. Amb el mestre Jean Parisot de la Valette fou rehabilitat.
Homedes apareix en la novel·la de Dorothy Dunnett The Disordely Knights, caracteritzat molt negativament, com un egoista, mancat d'estratègia i sempre disposat a beneficiar els cavallers hispànics.